# Sylvinho
Sylvinho, właśc. Sylvio Mendes Campos Júnior (ur. 12 kwietnia 1974 w São Paulo) – brazylijski piłkarz grający na pozycji lewego obrońcy. Posiada także obywatelstwo hiszpańskie. Selekcjoner reprezentacji Albanii.

## Kariera piłkarska
Sylvinho karierę piłkarską rozpoczął w 1990 roku w juniorach Corinthians Paulista, a w 1994 roku przeszedł do profesjonalnej drużyny, w której grał do 1999 roku. Zdobył z klubem mistrzostwo Brazylii w sezonie 1998, Puchar Brazylii 1995, trzykrotnie Campeonato Paulista (1995, 1997, 1999).
Jego profesjonalizm i talent zauważyli trenerzy z Europy i w 1999 roku przeniósł się do angielskiego Arsenalu Londyn, w którym szybko zdobył sobie sympatię kibiców. 1 sierpnia 1999 roku po wygranej 2:1 z Manchesterem United na Stadionie Wembley w Londynie zdobył Tarczę Wspólnoty, a także w sezonie 1999/2000 dotarł do finału Pucharu UEFA, w którym 17 maja 2000 roku na stadionie Parken w Kopenhadze przegrał po serii rzutów karnych 4:1 (0:0 p.d.) z tureckim Galatasaray Stambuł.
Po sezonie 2000/2001 przeniósł się do hiszpańskiej Celty Vigo, z którym w sezonie 2002/2003 zajął 4. miejsce w Primera División, awansując tym samym pierwszy w historii klubu awans do Ligi Mistrzów, jednak klub w sezonie 2003/2004 po zajęciu przedostatniego 19. miejsca w Primera División spadł do Segunda División, po czym Sylvinho przeniósł się do FC Barcelony, w której grał do 2009 roku. Zdobył z tym klubem trzykrotnie mistrzostwo (2005, 2006, 2009) i wicemistrzostwo Hiszpanii w sezonie 2006/2007 oraz 3. miejsce w Primera División w sezonie 2007/2008, Puchar Króla 2009 po wygranej 4:1 w finale z Athletic Bilbao, rozegranym 13 maja 2009 roku na Estadio Mestalla w Walencji, dwukrotnie Superpuchar Hiszpanii (2005, 2006) oraz dwukrotnie Ligę Mistrzów (2006, 2009).
W sezonie 2009/2010 reprezentował barwy angielskiego Manchesteru City, po czym zakończył karierę piłkarską.

## Kariera reprezentacyjna
Sylvinho dzięki świetnym występom w Corinthians Paulista wielokrotnie otrzymywał powołanie do reprezentacji Brazylii przez selekcjonera Mário Zagallo, w tym na Złoty Puchar CONCACAF 1998 w Stanach Zjednoczonych, na którym nie grał, jednak zajął 3. miejsce po wygranej 1:0 z reprezentacją Jamajki w decydującym meczu rozegranym 15 lutego 1998 roku w Los Angeles.
Ostatecznie w drużynie Canarinhos zadebiutował pod wodzą selekcjonera Vanderleia Luxemburgo 23 maja 2000 roku na Millennium Stadium w Cardiff w wygranym 3:0 meczu towarzyskim z reprezentacją Walii. Ostatni mecz w drużynie Canarinhos rozegrał 28 marca 2001 roku w przegranym 1:0 meczu eliminacyjnym mistrzostw świata 2002 z reprezentacją Ekwadoru na Estadio Olímpico Atahualpa w Quito, w którym w 58. minucie został zmieniony przez Césara.

## Kariera trenerska
Sylvinho po zakończeniu kariery piłkarskiej rozpoczął karierę trenerską. W latach 2011–2012 był asystentem Vágnera Manciniego w Cruzeiro EC (2011–2012) i Sport Recife (2012), w latach 2013–2014 Mano Menezesa i Titego w Corinthians São Paulo, którego prowadził dwukrotnie (2013–2014, 2021–2022), a w sezonie 2014/2015 był asystentem Roberto Manciniego we włoskim Interze Mediolan.
W latach 2016–2019 był asystentem selekcjonera Titego w reprezentacji Brazylii, po czym 29 maja 2019 roku został trenerem francuskiego Olympique Lyon, z którego został zwolniony 7 października 2019 roku.
W latach 2021–2022 prowadził Corinthians São Paulo, natomiast 2 stycznia 2023 roku został selekcjonerem reprezentacji Albanii, z którą niespodziewanie awansował na mistrzostwa Europy 2024 w Niemczech.

## Sukcesy

### Zawodnicze
Corinthians São Paulo
- Mistrzostwo Brazylii: 1998
- Puchar Brazylii: 1995
- Campeonato Paulista: 1995, 1997, 1999

Arsenal Londyn
- Tarcza Wspólnoty: 1999
- Finał Pucharu UEFA: 2000

FC Barcelona
- Mistrzostwo Hiszpanii: 2005, 2006, 2009
- Wicemistrzostwo Hiszpanii: 2007
- 3. miejsce w Primera División: 2008
- Puchar Króla: 2009
- Superpuchar Hiszpanii: 2005, 2006
- Liga Mistrzów: 2006, 2009

Brazylia
- 3. miejsce w Złotym Pucharze CONCACAF: 1998

### Trenerskie
Reprezentacja Albanii
- Awans na mistrzostwa Europy: 2024